# Susana Alva Calvo
Susana Alva Calvo (Berga, Berguedà, 4 d'octubre de 1974) és la vocalista i guitarrista de la banda Efecto Mariposa.

## Biografia
Tot i néixer a Berga, amb vuit mesos de vida la seva família va decidir radicar-se en Màlaga. Allí va realitzar els seus estudis i va ser socorrista professional a les platges.
En 1997 va viatjar a Madrid amb la seva banda amb l'objectiu de donar a conèixer les seves cançons, gravar un disc i actuar en directe. Actualment, està al capdavant d'Efecto Mariposa com la veu principal i la guitarra acústica.
| « | Jo vaig néixer a Barcelona, però amb vuit mesos ja em vaig venir per a Màlaga, així que, amb aquest acentazo, no em puc sentir d'un altre lloc. En Màlaga està tota la meva família, o gairebé tota, té aquest mar tan bonic i tan estupend. Vivim entre Mijas Costa i Fuengirola i la veritat que es viu molt tranquil. Ja vam estar cinc anys a Madrid i decidim venir-nos una altra vegada per aquí perquè no sé que té això, que s'està molt bé. | » |

### Carrera musical
A finalitats dels 90, a Màlaga,Susana Alva,va conèixer Frasco G. Ridgway, el baix, per part d'un amic en comú. Tots dos tenien les seves bandes separades i en conèixer-se van decidir que havien de tenir un projecte junts, no solament per les afinitats musicals, sinó per reconèixer el talent de l'altre; a aquest duo se'ls va sumar primer Raúl Osuna als teclats. Susana Alva, Frasco G. Ridgway i Raúl Osuna es van instal·lar en Madrid, allí van conèixer Alfredo Baón, amb qui van completar la formació de la banda.
Des del 1998 fins al 2001 es van dedicar solament a compondre cançons per agregar al seu repertori pràcticament de carrer. Després d'aquest temps, Universal Music els va proposar un contracte per gravar el seu primer àlbum d'estudi amb el seu nom com a la banda (Efecto Mariposa).
Aquest disc va sortir a la venda el 2001, i d'ell van sortir els seus primers tres èxits. Sola, Inocencia i Cuerpo con Cuerpo van ser els seus primers temes a sonar a la ràdio.
En el 2003, les gires havien possibilitat que el grup pogués produir el seu següent àlbum, per la qual cosa van entrar en estudis i finalment van treure a la venda Metamorfosis. Aquest llarga durada ja tenia un estil una mica més diferent del primer, ja que li donava un lloc més primordial a la guitarra elèctrica i sonava més a rock que al pop amb el qual havien començat, però la seva identitat segueix intacta.
A l'any següent, les vendes de Metamorfosis havien anat tan bé que la banda va haver de reeditar el disc, i li van agregar quatre cançons i l'anomenaren Metamorfosis II. Després que Universal va decidir deixar-los fora de contracte, van editar el disc Complejidad gravat amb la companyia Tool Music.
Després de passar tota l'etapa de gires, la banda va decidir compondre alguns temes addicionals per gravar un nou disc. En Viu en Viu (2007) fan en rigorós directe un repàs de tots els seus singles, incloent també cançons inèdites com Si tú quiisieras o Quien, i que compta amb col·laboracions de luxe d'artistes de la talla de Coti, Pereza, Belén Arjona i Javier Ojeda. El disc va ser gravat al febrer del 2007, el mateix any en el qual se selecciona la seva cançó No me crees, però aquesta vegada adaptada a l'anglès per ells mateixos, Believe in me com a cançó oficial de la 32nd America's Cup.
En el 2009 signen amb Warner per a tres àlbums, el primer d'ells 40:04, amb Por quererte com a primer single. El 26 d'agost de 2014 publiquen Comienzo, després de 5 anys de silenci, en els quals Susana i Frasco s'han dedicat a ser pares. El títol del nou disc dona motiu a una nova etapa, a una nova arrencada per al grup.

## Discografia
| Any  | Àlbum           |
| ---- | --------------- |
| 2001 | Efecto Mariposa |
| 2003 | Metamorfosis    |
| 2004 | Metamorfosis II |
| 2005 | Complejidad     |
| 2007 | Vivo en vivo    |
| 2009 | 40:04           |
| 2014 | Comienzo        |
| 2018 | Vuela           |

### DVD
- 2005 - Complejidad[11]
- 2009 - 40:04 Edición Especial[12]

### Actriu
- "Acompáñenos" (1 episodio, 2007)[13]
- Premis Principales 2009[14]
- "Land Róber" Ella Mateixa (1 episodi, 2009)[15]
- Especial Nit de cap d'any 2007: ¡Feliz 2008! (2007) (TV) (com Efecto Mariposa) Ella Mateixa - Ejecutante[16]
- Carácter latino 2006 (2006) (V) (com Efecto Mariposa) Ella Mateixa[17]
- "A polos 25"[18]